# Campeonato Africano de Futsal de 1996
El Campeonato Africano de Futsal 1996 se llevó a cabo en El Cairo, Egipto del 25 al 30 de septiembre y contó con la participación de 5 selecciones mayores de África.
El anfitrión Egipto se proclamó campeón del torneo tras ser el que hizo más puntos en el torneo.

## Resultados
| País     | Pts | J | G | E | P | GF | GC | GD  |
| -------- | --- | - | - | - | - | -- | -- | --- |
| Egipto   | 10  | 4 | 3 | 1 | 0 | 31 | 12 | +19 |
| Ghana    | 9   | 4 | 3 | 0 | 1 | 42 | 9  | +33 |
| Zimbabue | 7   | 4 | 2 | 1 | 1 | 21 | 16 | +5  |
| Somalia  | 1   | 4 | 0 | 1 | 3 | 5  | 31 | –26 |
| Zaire    | 1   | 4 | 0 | 1 | 3 | 14 | 45 | –31 |

| Local    | Resultado | Visita   |
| -------- | --------- | -------- |
| Egipto   | 6–6       | Zimbabue |
| Ghana    | 19–5      | Zaire    |
| Egipto   | 2–1       | Ghana    |
| Somalia  | 4–4       | Zaire    |
| Somalia  | 1–10      | Egipto   |
| Ghana    | 9–2       | Zimbabue |
| Ghana    | 13–0      | Somalia  |
| Zimbabue | 9–1       | Zaire    |
| Egipto   | 13–4      | Zaire    |
| Zimbabue | 4–0       | Somalia  |

## Campeón
| Campeonato Africano de Futsal 1996 |
| ---------------------------------- |
| Egipto 1º Título                   |

## Clasificado al Mundial
- Egipto